# 13146 Юріко
13146 Юріко (13146 Yuriko) — астероїд головного поясу, відкритий 20 лютого 1995 року. Він належить до сімейства астероїдів головного поясу, які обертаються між орбітами Марса та Юпітера.
Тіссеранів параметр щодо Юпітера — 3,173.
Названо на честь Юріко - японського жіночого імені (яп. ゆりこ(百合子)).